# Chang Woo-Gow

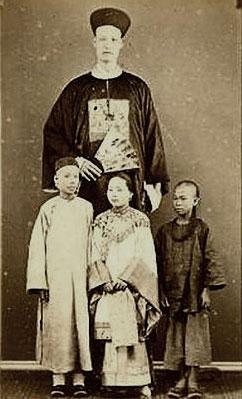
Chang Woo-Gow en Hong Kong, 1880

Zhan Shichai (詹世釵), conocido artísticamente como Chang Woo-Gow (Fy-Chow, Cantón, 7 de enero de 1841 - Bournemouth, Inglaterra, 5 de noviembre de 1893), fue un hombre chino afectado de gigantismo, el cual fue exhibido por su gran estatura de 2,35 m en Occidente a finales del siglo XIX.

## Biografía
Nacido en el puerto de Fy-Chow, en Cantón, el joven Chang llamó la atención en Shanghái de un pintor escocés de paso, James Marquis Chisholm, que lo convenció para ser su promotor. Sus padres solo dieron su consentimiento con la promesa de que, en caso de muerte, le serían aplicadas las honras fúnebres tradicionales, con lo que Chang viajaba con su ataúd. Chisholm resultó ser un desastre y, después de un cambio de agente, partieron al fin, llegando en 1864 a Londres. Fue presentado al Príncipe y la Princesa de Gales y, a petición de ellos, escribió su nombre en caracteres chinos en la pared, a una altura de 3,50 m del suelo. Se exhibía en el Egyptian Hall como "El gigante mágico", acompañado de su supuesta novia, King Foo, de estatura normal, y un enano de 90 cm llamado Chung Mow, todos vestidos con sus atuendos chinos y apareciendo Chang sentado en un trono de estilo Qing. Al toque de un gong, bajaba a saludar al público y contestar a sus preguntas, terminando con un nuevo toque de gong con el que regresaba a sentarse dignamente. La entrada costaba tres chelines y fue un éxito tan grande que estuvo dos años de gira por toda Inglaterra.
Con un nuevo promotor, en 1868 llegó a París, donde fue fotografiado por Nadar. En los años siguientes se exhibió, ya a solas y bajo el rótulo de "El gigante chino", por Europa: Viena, Berlín, San Petersburgo, etcétera, afirmando medir 2,44 cm. Chang era muy inteligente y de buenos modales, se convirtió en un ávido lector y además de chino, aprendería a hablar inglés, francés, español y japonés.
En 1880 llegó de nuevo a Londres. Se exhibió en el Westminster Aquarium junto a otro gigante diez centímetros más bajo, el noruego Henrik Berstad. Tenía una memoria prodigiosa para las caras, reconociendo y saludando a varios visitantes que lo habían admirado en su primera visita dieciséis años atrás.
En 1881 fue contratado por P. T. Barnum a cambio de 600 dólares semanales para una gira mundial de varios años. Se convirtió así en uno de los fenómenos de feria mejor pagados de la época y fue recibido por reyes y autoridades. Para aumentar el interés, Barnum aseguraba que había nacido en Pekín y vivido en la corte imperial. El enorme, exótico y apuesto gigante que se presentaba con su atuendo chino de larga trenza y túnicas de seda, despertaba la admiración entre las damas del público, hasta que en Australia se casó con Catherine Santley, una joven de Liverpool.
A pesar de la fama y el dinero obtenidos, no acabó millonario porque su generosidad le hizo compartir sus ganancias con amigos y necesitados.
Con su esposa de talla normal, se retiró y regresó a China, antes de instalarse en la Isla de Wight. Tuvieron dos hijos, Edwin y Ernest. Debido a que ella fue diagnosticada de tuberculosis, buscando un mejor clima, se asentaron en Bournemouth, también en la costa sur inglesa. Allí, Chang abrió un salón de té y bazar oriental, llamado "Moyuen", y se convirtió en un ciudadano muy popular, querido y respetado. Era un excelente anfitrión y se hizo amigo del fotógrafo William J. Day, que le fotografió en numerosas ocasiones.
Murió de un infarto cuatro meses después del prematuro fallecimiento de su esposa. Su amigo William lo calificó como "un gigante amable (...) grande de estatura pero con la más amable de las naturalezas (...)", el cual consiguió "entre extranjeros y en una tierra extraña, convertirse en el más noble y amable de los hombres". Su deseo de un funeral íntimo fue respetado y la familia Day se hizo cargo de los huérfanos.
Su establecimiento es hoy el Asleigh Hotel, donde se conservan numerosas fotos, documentos y carteles del gigante Chang.